# Amatitán, Jalisco
Amatitán är en kommunhuvudort i Mexiko.   Den ligger i kommunen Amatitán och delstaten Jalisco, i den centrala delen av landet, 500 km väster om huvudstaden Mexico City. Amatitán ligger 1 249 meter över havet och antalet invånare är 9 791.
Terrängen runt Amatitán är huvudsakligen kuperad, men åt sydost är den platt. Runt Amatitán är det tätbefolkat, med 276 invånare per kvadratkilometer. Närmaste större samhälle är Tequila, 12,2 km väster om Amatitán. I omgivningarna runt Amatitán växer huvudsakligen savannskog.